# 美国陆军第1菲律宾步兵团
第1菲律宾步兵团（1st Filipino Infantry Regiment）是美国陆军中一支实行种族隔离制度的部队，其成员主要是来自美國本土的菲律賓裔美國人，另外还有少量曾在之前参加过1941-42年的菲律賓戰役的老兵。在加州國民警衛隊的支持下，该团于加利福尼亚州圣路易斯奥比斯波营地成立。该部队原本被设置为营级单位，1942年7月13 日，上级正式宣布将该部队扩充为团级单位。起初，该团于1944年被部署到了新幾內亞，之后其官兵曾参加过特種部隊，亦曾在日本菲律宾占领区执行任务。1945年，该团被部署至菲律宾，在这里经历了幾次战斗。主要战役结束后，该团又在菲律宾驻扎了一段时间，直至1946年返回加州，最終在斯通曼营撤编。